# Роберт I (граф Фландрии)
Роберт I (Роберт Фриз; фр. Robert I de Flandre, Robert le Frison; около 1035 — 13 октября 1093, похоронен в Сен-Пьере, Кассель) — граф Фландрии в 1071—1093 годах из Первого Фландрского дома.

## Биография

### Правление
В молодости Роберт I, младший сын графа Фландрии Бодуэна V и дочери короля Франции Роберта II Благочестивого Адели, участвовал в Реконкисте в Галисии и пытался установить там спокойствие, но его вытеснили сарацины. Вторая попытка закончилась кораблекрушением, и Роберт отказался от дальнейших действий.
В начале 1061 года Роберт I отправился во Фризию воевать с дворянами, поднявшими мятеж против графини Гертруды Саксонской, вдовы графа Голландии Флориса I.
В 1063 году Роберт I сумел победить мятежников и Гертруда согласилась выйти за него замуж, поручив ему управление над графством Голландия и опеку над её сыном от первого брака Дирком V. Соправителем Роберта, кроме Гертруды, был герцог Нижней Лотарингии Годфрид III Горбатый. За управление Фризией Роберт получил прозвище «Фриз».
После смерти Бодуэна VI в 1070 году началась острая борьба за власть. Опекуншу несовершеннолетних племянников Роберта I, Арнульфа III и его младшего брата Бодуэна, Рихильду поддерживали французский король Филипп I и приведший войско из Нормандии граф Херефорда Уильям Фиц-Осберн.
Роберту I пришлось активно бороться с Рихильдой, в то время как графство Голландия было захвачено Годфридом Горбатым и епископом Утрехта Гильомом с помощью императора Священной Римской империи. Лотарингские войска Годфрида захватили владения Роберта в Нидерландах и нанесли ему поражение в Лейдене. Роберт со своей женой Гертрудой и детьми бежал.
После их бегства фламандцы восстали против Рихильды и попросили у Роберта I поддержки. Брат его жены герцог Ордульф Саксонский способствовал быстрому возвращению Роберта во Фландрию. Города Гент и Ипр сразу признали своим правителем Роберта, который победил Рихильду и взял Лилль. 22 февраля 1071 года у подножия горы Кассель состоялась битва, в которой Арнульф III и Уильям Фиц-Осберн погибли. Король Филипп II вскоре примирился с Робертом I и признал его графом Фландрии, а Рихильда с Бодуэном укрепились в Эно, призвав на помощь императора.
В 1085 году Роберт I передал управление графством старшему сыну Роберту II и отправился в поход в Святую землю. Отсутствие Роберта длилось почти шесть лет, в течение которого он двигался в сторону Иерусалима. Византийский император Алексей I Комнин помогал ему в борьбе с болгарами и сарацинами, однако большого успеха Роберт не достиг. Через несколько лет после его возвращения был организован Первый крестовый поход, в котором участвовал его сын Роберт II.
Роберт II пытался в 1091 году запретить присвоение священнослужителями земель умерших. Однако он был вынужден отказаться от запрета, так как папа римский Урбан II отлучил его от церкви через архиепископа Реймса Рено дю Белле. Урбан II возвратил захваченные Робертом духовенству владения. В 1093 году Роберт I отделил епископство Аррас от епископства Камбре.
Роберт I скончался 13 октября того же года и был похоронен в Сен-Пьере в Касселе. Титул графа Фландрии перешёл к его сыну Роберту II.

### Семья
Жена (с 1063 года): Гертруда Саксонская (около 1028 — 18 июля или 4 августа 1113), вдова графа Голландии Флориса I. Дети от этого брака:
- Адела Фландрская (около 1065 — апрель 1115): 1-й муж (с приблизительно 1080 года) — король Дании Кнуд IV Святой (убит 10 июля 1086); 2-й муж — герцог Апулии Рожер I Борса (около 1060/1061 — 22 февраля 1111)
- Роберт II (1065 — 5 октября 1111) — граф Фландрии с 1093 года
- Филипп де Ло (умер ранее 1127)[2]
- Огива[3] (ранее 1071 — апрель ранее 1141)
- Бодуэн (умер ранее 1080)[4]
- Гертруда (умерла 1115/1126): 1-й муж — граф Лувена Генрих III (умер 5 февраля 1095); 2-й муж — герцог Лотарингии Тьерри II (1099/1101 — 17 января 1168).